# カトンボ山古墳
カトンボ山古墳（かとんぼやまこふん）は、大阪府堺市北区赤畑町にかつてあった古墳時代中期の古墳（円墳）である。百舌鳥古墳群の中の1基であった。

## 概要

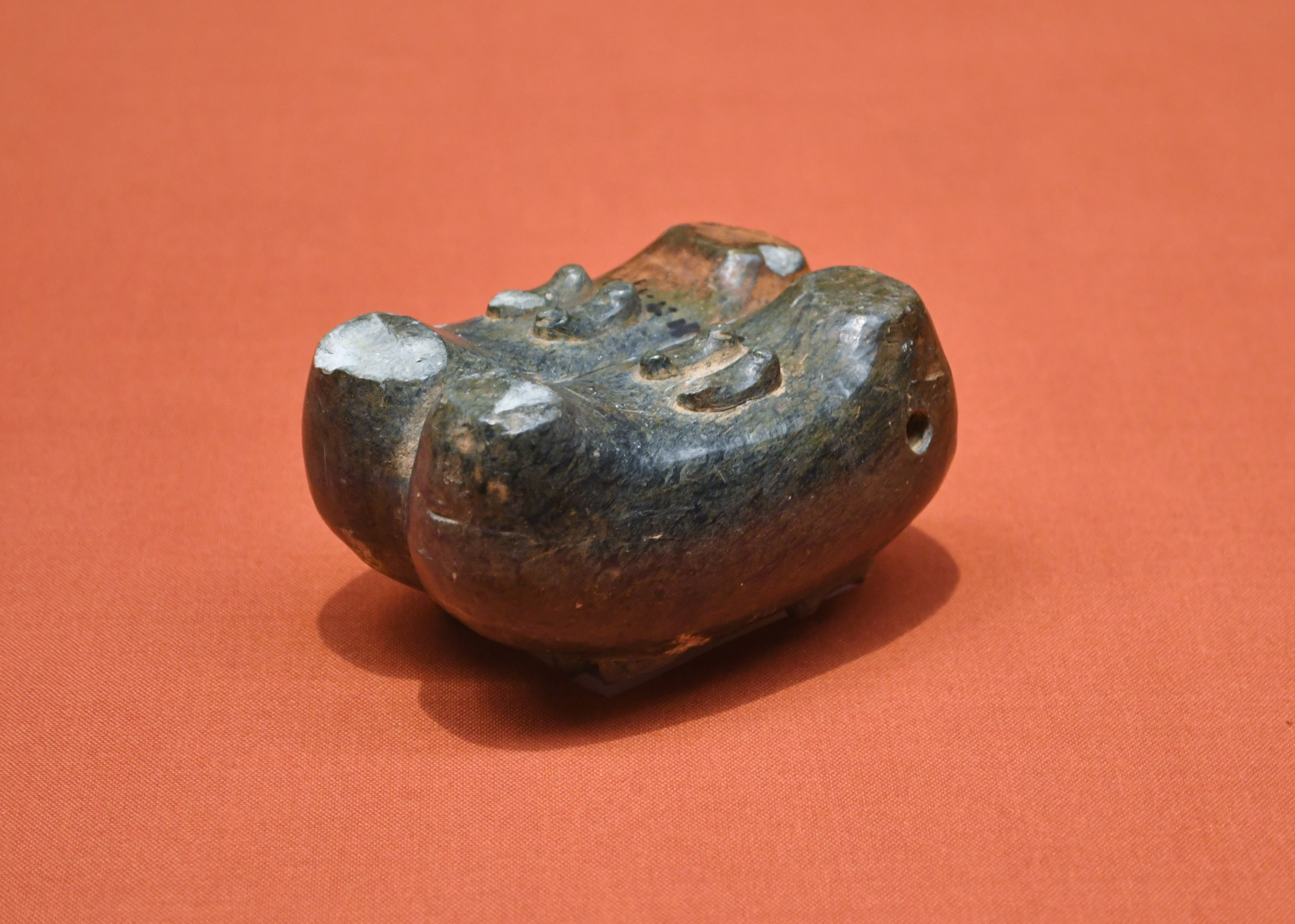
子持勾玉（凹面側）東京国立博物館展示。

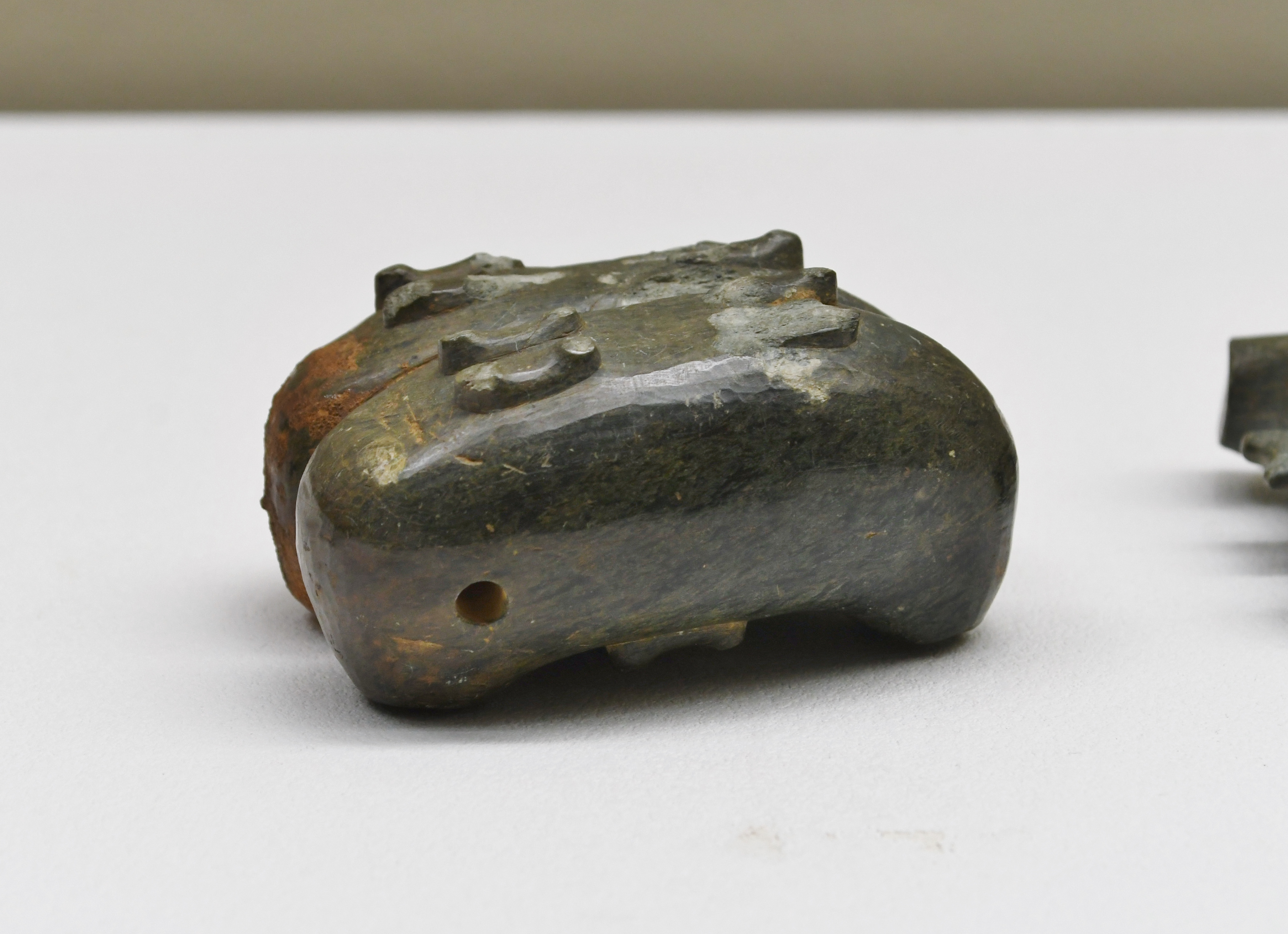
子持勾玉（凸面側）鳥取県立博物館企画展示時に撮影。

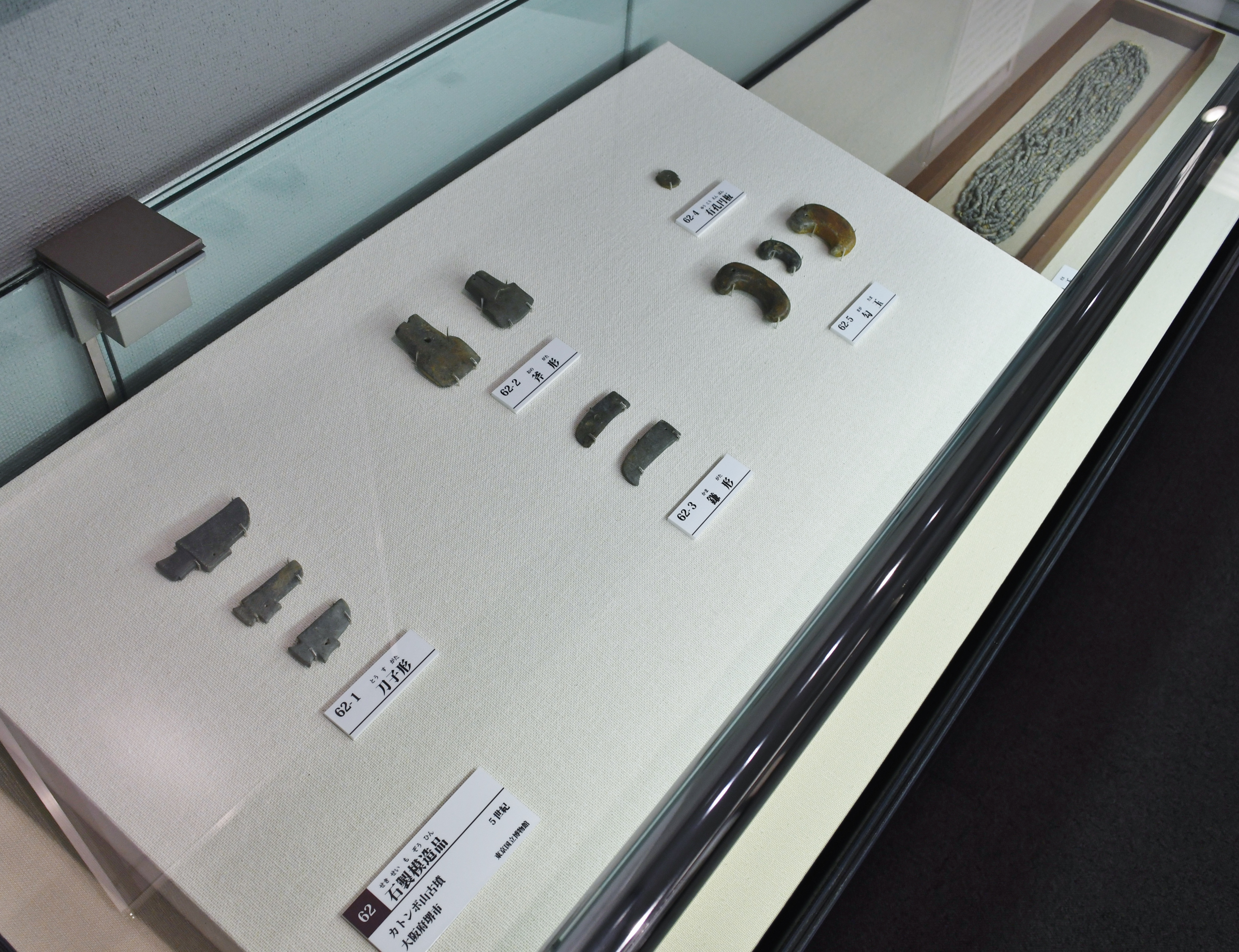
出土品東京国立博物館蔵。松戸市立博物館企画展示時に撮影。

陵墓参考地の御廟山古墳の後円部の濠外にあり、昭和24年（1949年）に土取り業者による採土工事によって消滅している。直径50メートルの円墳と推定されている。土取りによる破壊が突如行われたが、緊急調査が学生考古学研究会（現在の古代学研究会）の森浩一らによって行われている。出土した遺物は通常、古墳副葬品とよんでいるものとはかなり異なり、滑石製の祭祀遺物を大量に含んでいた。滑石製品は、子持勾玉4個、勾玉725個、斧頭6個、鎌13個、刀子160個、双孔円板1個、鍬形（剣身形）1個、臼玉約2万個があった。このうち斧頭、鎌、刀子は本来は鉄製利器であるものを祭祀用として滑石で製作しており、実用には使えない石製模造品である。また、勾玉も装身具ではなく滑石で簡便に製作したものであり、臼玉もガラス製小玉などの代用品であろうとしている。玉類に孔が貫通しているのは自然として、斧頭、鎌、刀子にも必ず1孔か2孔あけられており、これらの使用方法としては、玉類を延々と連ねて、おそらく樹木の枝にかけ、斧頭、鎌、刀子もそれぞれ個々に懸垂させ、クリスマスツリーのように飾る神事に使われたものではないかとしている。滑石製品のほかには2面の銅鏡（位至三公鏡と無文鏡）と刀、剣、矛、鏃、刀子、斧頭、蜘蛛手形鉄器などの鉄製品があったが、百舌鳥古墳群や古市古墳群の古墳によく見られる甲冑類がなく、滑石製品が大量に埋納され、朱を使用した形跡もなく、しかも人体埋葬の行なわれたことを示す資料もなかったようである。大型古墳に附属した位置にある陪塚に大量に遺物を埋納しながら、人体埋葬の形跡のない類例の1つではないかとされている。

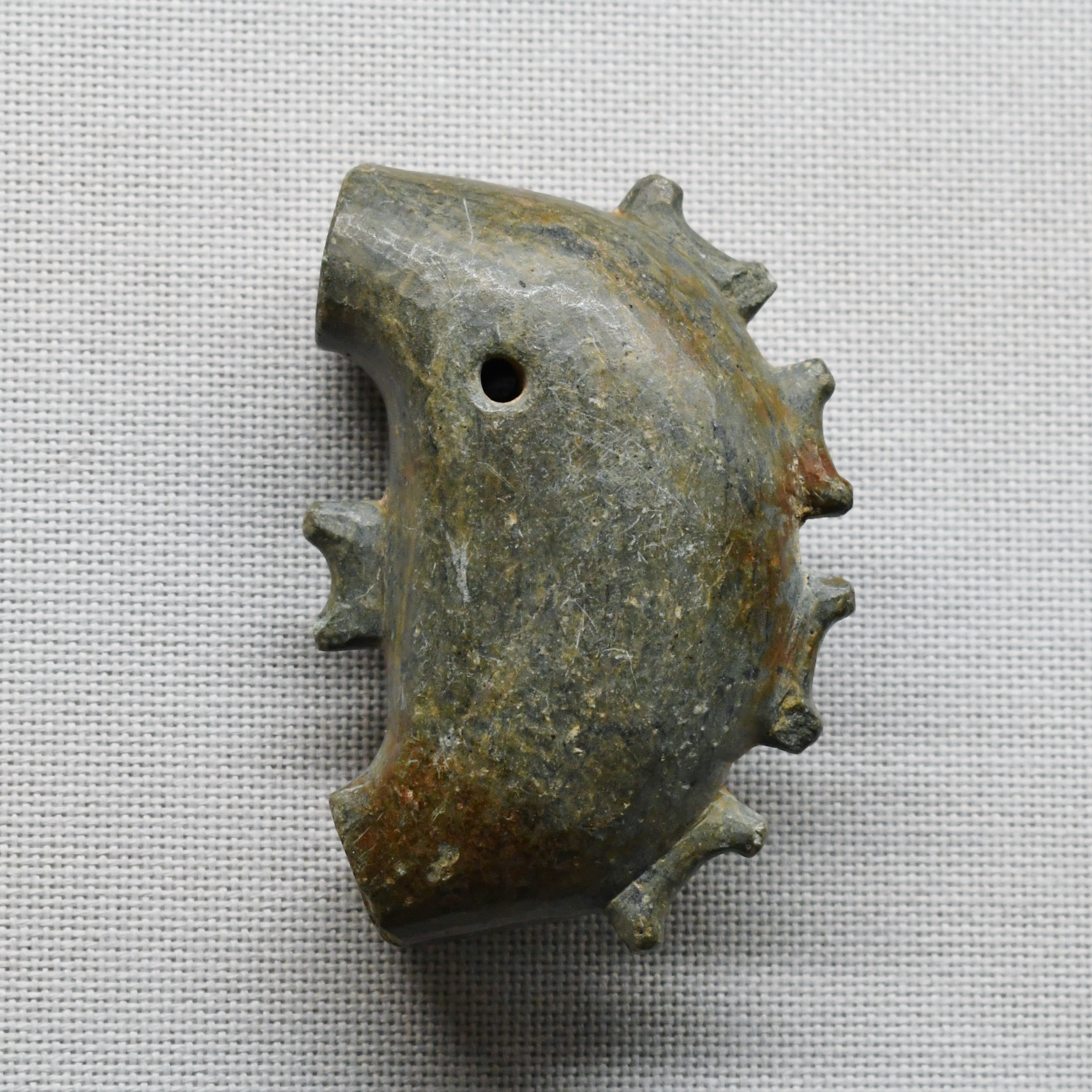
子持勾玉 東京国立博物館展示。